# Percy Mills, 1. Viscount Mills
Percy Herbert Mills, 1. Viscount Mills KBE, PC (* 4. Januar 1890 in Thornaby-on-Tees; † 10. September 1968) war ein britischer Politiker der Conservative Party.

## Leben
Mills, der seine Schulausbildung an der Barnard Castle School erhielt, war als Industrieller tätig und zeitweise auch Vorsitzender der Nationalen Ingenieursvereinigung. 1946 wurde er als Knight Commander des Order of the British Empire zum Ritter geschlagen und führte fortan den Namenszusatz „Sir“. 1949 wurde er von Harold Wilson, dem damaligen Präsident des Board of Trade, zum Vorsitzenden der National Research Development Corporation berufen, einer von der Regierung gegründeten Einrichtung zur Überführung von Innovationen öffentlicher Forschungseinrichtungen an private Unternehmen.
Im Juli 1952 wurde er zunächst zum Baronet, of Alcester in the County of Warwick, und dann im Januar 1957 zum Baron Mills, of Studley in the County of Warwick, in den erblichen Adelsstand erhoben, wodurch er Mitglied des House of Lords wurde. Zugleich wurde er 1957 Privy Councillor und war zwischen 1957 und 1959 Energieminister (Minister of Power) im Kabinett von Premierminister Harold Macmillan. 1959 wurde er von Macmillan zum Generalzahlmeister (Paymaster General) ernannt, ehe er anschließend zwischen 1961 und 1962 Minister ohne Geschäftsbereich im Kabinett Macmillan war. Am 13. Juli 1962 fiel er der sogenannten Nacht der langen Messer zum Opfer, in der Macmillan sieben Kabinettsmitglieder entließ. Zu den weiteren entlassenen Mitgliedern der Regierung gehörten Lordkanzler Lord Kilmuir, Schatzkanzler Selwyn Lloyd, Bildungsminister David Eccles, Verteidigungsminister Harold Watkinson, der Staatssekretär für Schottland John Scott Maclay sowie der Minister für Wohnungsbau, Lokalverwaltung und Wales Charles Hill.
Nach seinem Ausscheiden aus dem Kabinett wurde er 1962 zum Viscount Mills, of Kensington in the County of London, erhoben. Bei seinem Tod 1968 erbte sein Sohn Roger Clinton seine Titel.